# Jasper Griffin
Jasper Griffin  (* 29. Mai 1937; † 22. November 2019) war  ein britischer Altphilologe.

## Leben
Griffin besuchte das Christ’s Hospital, eine unabhängige Schule in Horsham, West Sussex, und absolvierte von 1956 bis 1960 ein Studium in Classics (Literae humaniores) am Balliol College, Oxford, mit einem First Class B.A. Von 1960 bis 1961 war er Jackson Fellow an der Harvard University und forschte zu altlateinischen Dichtern. Von 1961 bis 1963 war er Dyson Junior Research Fellow am Balliol College, von 1963 bis 2004 Tutorial Fellow in Classics und von 2000 bis 2004 Senior Fellow. Von 1992 bis 2004 war er zudem Public Orator und Professor of Classical Literature an der University of Oxford.
Es heißt, dass Griffin dem metallorganischen Chemiker Malcolm L. H. Green, einem Kollegen am Balliol College, den Terminus agostisch zur Beschreibung der intramolekularen Wechselwirkung von C-H-M-Bindungen vorgeschlagen hat. Der Begriff soll von einem angeblich griechischen Verb ἀγοστῶ abgeleitet sein, welches sich jedoch nicht nachweisen lässt.
Griffin hat über die Fachgrenzen hinaus auch zwei Bücher zum Snobismus veröffentlicht.
1986 wurde Griffin zum Fellow der British Academy gewählt.
Griffin war über fünfzig Jahre lang mit der Altphilologin Miriam Griffin, geborene Dressler (1935–2018) verheiratet. Sie haben drei Töchter.

## Forschungsschwerpunkte
Griffin arbeitete insbesondere zum antiken Epos (Homer, Vergil) und zur lateinischen Dichtung.

## Schriften (Auswahl)
Monographien
- Homer. Oxford University Press, Oxford 1980; zweite Auflage, Bristol Classical Press, London 2001.
- Homer on life and death. Clarendon Press, Oxford 1980. – Rez. von Colin MacLeod, in: London Review of Books Vol. 3 No. 14, 6. August 1981, S. 20–21, (online)
- Snobs. Compiled by Jasper Griffin. Oxford University Press, Oxford, New York 1982.
- Latin poets and Roman life. Duckworth, London 1985; zweite Auflage, Bristol Classical Press, 1994.
- Virgil. Oxford University Press, Oxford 1986; zweite Auflage, Bristol Classical Press, London 2001.
- The mirror of myth. Classical themes and variations. Faber and Faber, London 1986.
- The art of snobbery. Robinson, London 1998.

Texteditionen und Übersetzungen
- Homer: Iliad, Book nine. Clarendon Press, Oxford 1995.
- Homer: The Odyssey. Cambridge University Press, Cambridge 1987, zweite Auflage 2004.

Herausgeberschaften
- (Hrsg.): Sophocles revisited. Essays presented to Sir Hugh Lloyd-Jones. Oxford University Press, Oxford 1999.
- mit John Boardman und Oswyn Murray (Hrsg.): The Oxford history of the classical world. Oxford University Press, Oxford 1986. Dasselbe zwei Bänden:
  - The Oxford history of Greece and the Hellenistic world. Oxford University Press, Oxford 1991, zweite Auflage 2001.
  - The Oxford history of the Roman world. Oxford University Press, Oxford 1991, zweite Auflage 2001.

Artikel
- Horace in England. In: Helmut Krasser, Ernst A. Schmidt (Hrsg.), Zeitgenosse Horaz: der Dichter und seine Leser seit zwei Jahrtausenden. Gunter Narr Verlag, Tübingen 1996, S. 182–206, (online)